# مقابلة التوقيت العالمي المنسق

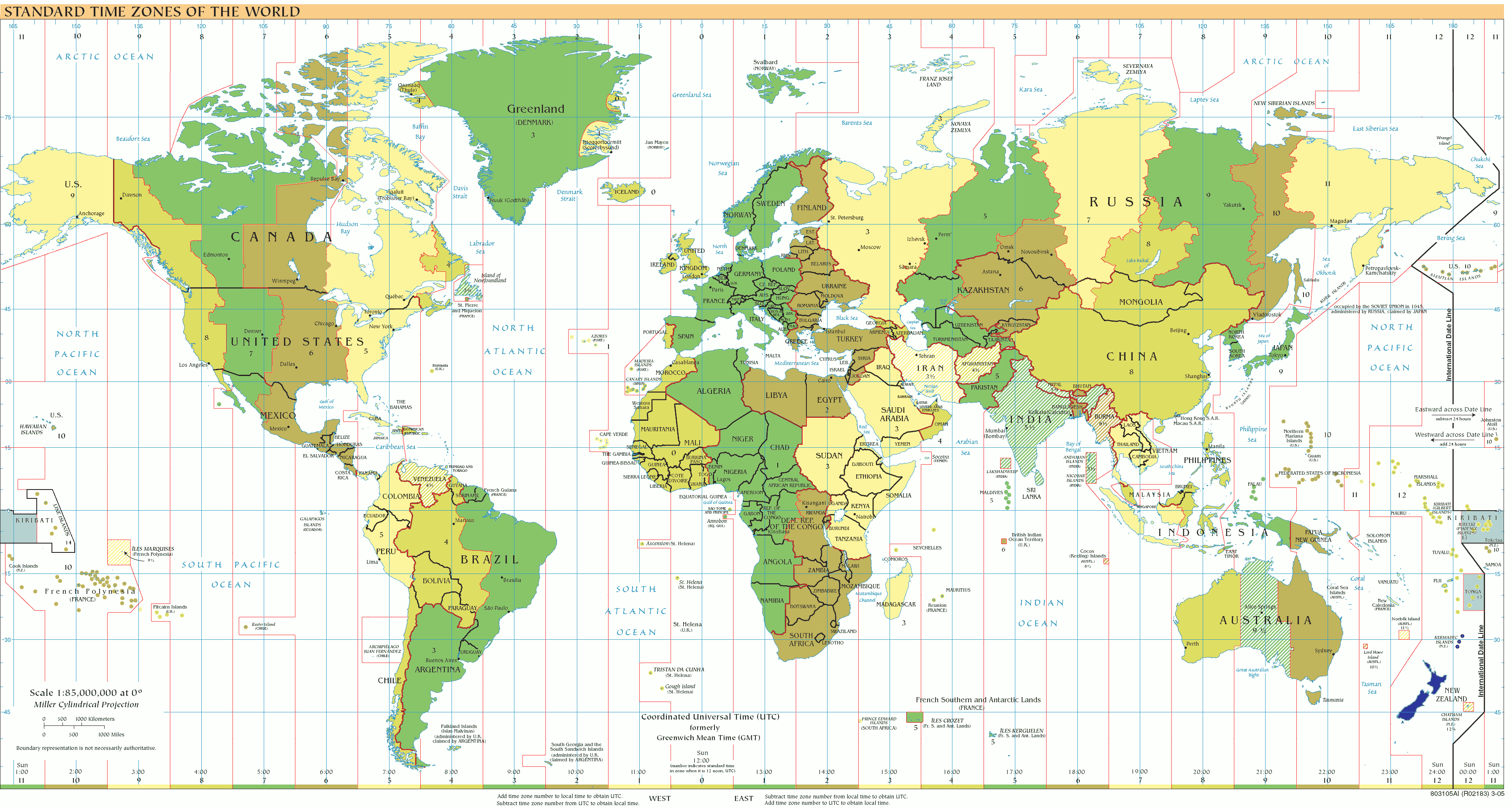

مقابلة التوقيت العالمي المنسق {بالإنجليزية: توقيت عالمي منسق offset} أو اختصارا {UTC offset} هو فرق الوقت بالساعات والدقائق بين التوقيت العالمي المنسق وبين التوقيت المحلي لبلدة ما، وتوضع في صيغة (±UTC) بالدقائق أو الساعات.
فمثلا عندما يسبق الوقت المحلي لمكان ما التوقيت العالمي المنسق يوضع في الشكل الاتي ت ع م+01:00 أو اختصارا (+1)